# St. Mechthild (Magdeburg)

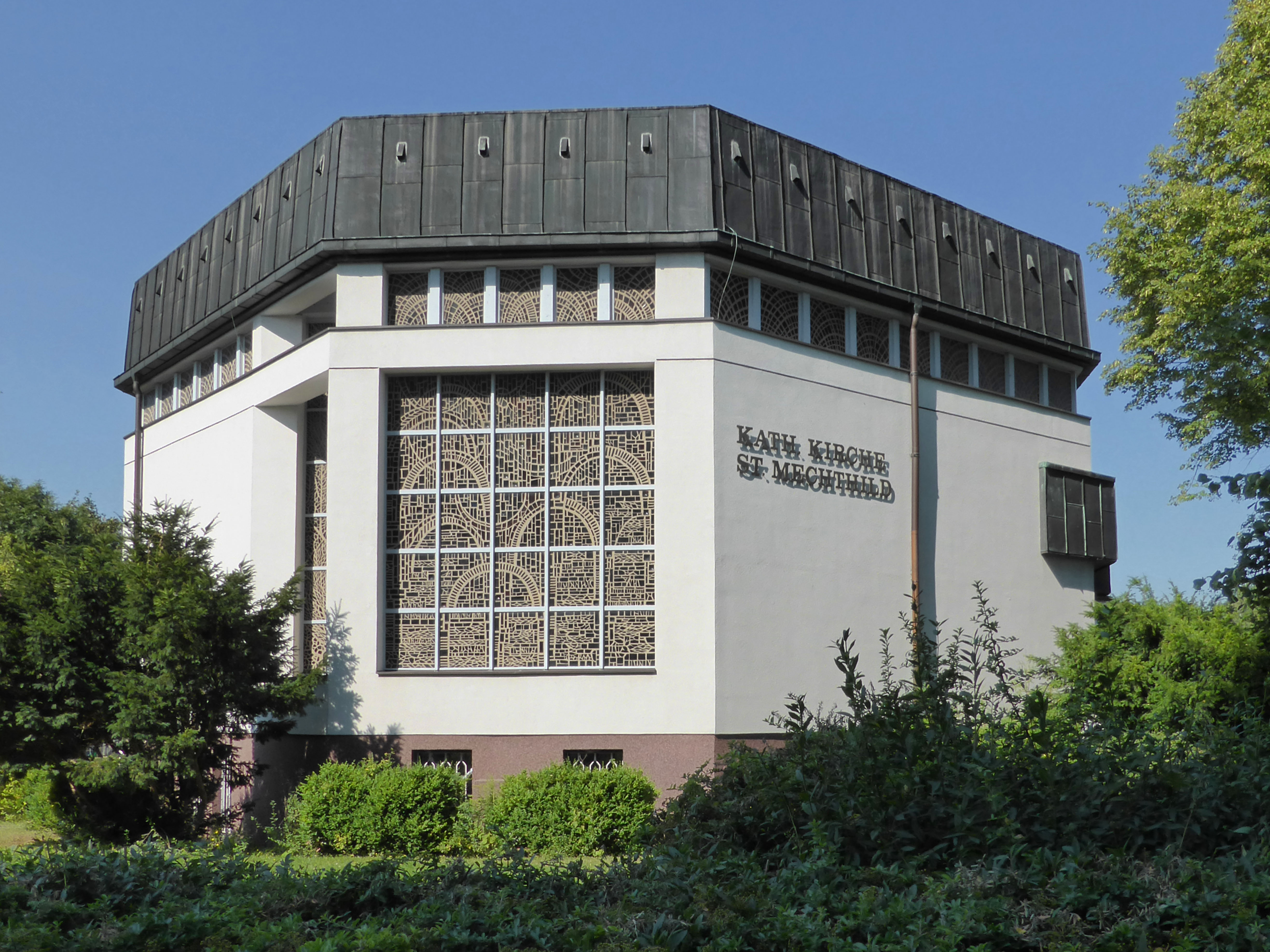
Außenansicht

Sankt Mechthild, unter dem Patrozinium der seligen Mechthild von Magdeburg, ist die römisch-katholische Kirche im Magdeburger Stadtteil Neustädter Feld. Sie gehört zur Pfarrei „St. Johannes Bosco“ mit Sitz an St. Agnes im Dekanat Magdeburg des Bistums Magdeburg.

## Geschichte
Nachdem seit Mitte der 1970er Jahre im Norden von Magdeburg die Neubaugebiete Kannenstieg, Neustädter Feld und Neustädter See entstanden waren, kam der Wunsch nach einer katholischen Kirche auf. Denn von den rund 48.000 Bewohnern waren etwa 1400 katholisch. Ab 1975 war ein Diakon als erster Seelsorger für die Neubaugebiete tätig.
Im Rahmen eines kirchlichen Sonderbauprogramms in der DDR begann 1978 mit finanzieller Unterstützung des Bonifatiuswerkes, Paderborn, der Bau der Sankt-Mechthild-Kirche im Norden Magdeburgs. 1982 erfolgte die Einrichtung einer selbständigen Pfarrvikarie und am 4. Juli 1982 die Grundsteinlegung der Kirche. Am 16. September 1984 wurden Kirche und Gemeindezentrum von Bischof Johannes Braun, damals Apostolischer Administrator von Magdeburg, geweiht. Im Altar der Kirche ist eine Reliquie des Heiligen Burchard I. von Halberstadt eingebettet.
Am 7. April 1991 wurde die Pfarrvikarie zur Pfarrei erhoben. Am 1. März 2006 erfolgte die Errichtung des Gemeindeverbundes Magdeburg-Nord, dem die Pfarrei St. Mechthild von da an angehörte. Am 28. November 2010 wurde aus dem Gemeindeverbund die heutige Pfarrei St. Johannes Bosco gegründet, zu der seitdem die Kirche gehört.

## Bauwerk
Kirche und Gemeindezentrum sind als kompakter achteckiger Klinkerbau mit abgewalmten Kupferdach ausgeführt. Zur Kirche gehören ein Spielplatz, das Pfarr- und ein Schwesternhaus sowie ein Garagenkomplex.
Das Gemeindezentrum ist unterkellert. Hier befindet sich das 1993 gegründete Don-Bosco-Zentrum. Kinder und Jugendliche, die meisten konfessionslos, haben bei den Don-Bosco-Schwestern einen Anlaufpunkt gefunden. Mit St. Adalbert befindet sich eine fast baugleiche, aber nicht unterkellerte, achteckige Hallenkirche im Süden der Stadt.

## Ausstattung
Die großen Altarfenster wurden nach einem Entwurf des Schönebecker Künstlers Christof Grüger von der Berliner Werkstatt Lehmann ausgeführt. Thematisch stellen die Fenster das Himmlische Jerusalem (Mitte) und den Brennenden Dornbusch (rechtes Fester mit integriertem Tabernakel) dar.
Die geostete Kirche bietet 150 Sitzplätze. Altar, Tabernakel, Apostelleuchter und Reliefs an der Orgelempore wurden von Jürgen Sulberg aus Olsberg in Bronze ausgeführt. Die Reliefs an der Orgelempore stellen Szenen aus dem Leben der seligen Mechthild von Magdeburg dar.
Der Orgelbaumeister Gerhard Kühn (Merseburg) baute die zweimanualige Orgel mit 16 Registern, 1227 klingenden Pfeifen und mechanischen Spiel- und Registertrakturen, welche am 22. Dezember 1985 geweiht werden konnte. Die Firma Mecklenburgischer Orgelbau nahm 2012/13 Änderungen am Gehäuse vor.
Zur Innenausstattung der Kirche gehören ferner eine Marienstatue, neben der Opferkerzen aufgestellt werden können, sowie ein Bild des Heiligen Johannes Bosco.